# MGST3
La glutatión S-transferasa 3 microsomal es una enzima de la familia de las glutatión S-transferasas que en los seres humanos está codificada por el gen MGST3.
La familia MAPEG (proteínas asociadas a la membrana en el metabolismo de eicosanoides y glutatión) consta de seis proteínas humanas, varias de las cuales están implicadas en la producción de leucotrienos y prostaglandina E, importantes mediadores de la inflamación. Este gen codifica una enzima que cataliza la conjugación del leucotrieno A4 y el glutatión reducido para producir leucotrieno C4. Esta enzima también demuestra actividad peroxidasa dependiente de glutatión hacia hidroperóxidos lipídicos.

## Organismos modelo
| Característica                           | Fenotipo |
| ---------------------------------------- | -------- |
| Viabilidad homocigota                    | Normal   |
| Fertilidad                               | Normal   |
| Peso corporal                            | Normal   |
| Ansiedad                                 | Normal   |
| Evaluación neurológica                   | Normal   |
| La fuerza de prensión                    | Normal   |
| Plato caliente                           | Normal   |
| Dismorfología                            | Normal   |
| Calorimetría indirecta                   | Normal   |
| Prueba de tolerancia a la glucosa        | Normal   |
| Respuesta auditiva del tronco encefálico | Normal   |
| DEXA                                     | Normal   |
| Radiografía                              | Normal   |
| Temperatura corporal                     | Normal   |
| Morfología ocular                        | Normal   |
| Química Clínica                          | Normal   |
| Hematología                              | Normal   |
| Prueba de micronúcleos                   | Normal   |
| Peso del corazón                         | Normal   |
| Epidermis de la cola Wholemount          | Normal   |
| Histopatología de la piel                | Normal   |
| Histopatología cerebral                  | Normal   |
| Histopatología ocular                    | Normal   |
| Infección por Salmonella                 | Normal   |
| Infección por Citrobacter                | Normal   |
| Todas las pruebas y análisis de          |          |

Se han utilizado organismos modelo en el estudio de la función MGST3. Una línea de ratones knockout condicional, llamada Mgst3 tm1a (KOMP) Wtsi se generó como parte del programa International Knockout Mouse Consortium, un proyecto de mutagénesis de alto rendimiento para generar y distribuir modelos animales de enfermedades a científicos interesados, en el Instituto Wellcome Trust Sanger.
Los animales machos y hembras se sometieron a un cribado fenotípico estandarizado para determinar los efectos de la deleción. Se realizaron veinticinco pruebas en ratones mutantes pero no se observaron anomalías significativas.